# Oreilla
Oreilla (catalansk: Orellà) er en by og kommune i departementet Pyrénées-Orientales i Sydfrankrig.

## Geografi
Oreilla ligger 65 km sydvest for Perpignan. Nærmeste by er mod sydøst Olette (5 km).

## Demografi

### Udvikling i folketal
| 1962                                                              | 1968 | 1975 | 1982 | 1990 | 1999 | 2007 | 2012 | 2017 |
| ----------------------------------------------------------------- | ---- | ---- | ---- | ---- | ---- | ---- | ---- | ---- |
| 50                                                                | 39   | 30   | 25   | 27   | 15   | 15   | 13   | 23   |
| Tal fra og med 1962 er uden dobbelttælling (sans doubles comptes) |      |      |      |      |      |      |      |      |